# 5845 Davidbrewster
5845 Davidbrewster eller 1988 QP är en asteroid i huvudbältet som upptäcktes den 19 augusti 1988 av den australiensiske astronomen Robert H. McNaught vid Siding Spring-observatoriet. Den är uppkallad efter den skotske fysikern David Brewster.
Den har den diameter på ungefär 17 kilometer och den tillhör asteroidgruppen Eos.